# Cry-Baby
Cry-Baby (englisch für ‚Heulboje‘) ist eine US-amerikanische Filmkomödie aus dem Jahr 1990 und eine Parodie auf Musicals wie Grease oder die Elvis-Presley-Filme. Die Regie führte John Waters. Johnny Depp spielt darin die Rolle des Wade „Cry-Baby“ Walker, eines rebellischen Rock ’n’ Rollers der 1950er und Anführer der Drapes. In weiteren Rollen sind Amy Locane, Iggy Pop, Traci Lords und Patty Hearst zu sehen. Nachdem Cry-Baby anfangs durchfiel, wurde er später zum Kultfilm.

## Handlung
Baltimore, Mitte der 1950er-Jahre, in der Durchbruchszeit des Rock ’n’ Roll: Ein Konflikt schwelt zwischen zwei Jugendbanden, die auch unterschiedliche Schichten der Gesellschaft der Stadt verkörpern. Auf der einen Seite stehen die konservativen und aus gutbürgerlichen Familien kommenden Squares (englisch für ‚Spießer‘), auf der anderen Seite die rebellierenden Drapes. Zu letzteren zählen neben ihrem Anführer Cry-Baby Walker dessen Schwester Pepper, die gegen ihre spießigen Eltern ankämpfende Wanda, die unkonventionell aussehende Mona Malnorowski und ihr Freund Milton. 
Am letzten Schultag verlieben sich Cry-Baby Walker und Allison, die Freundin von Baldwin, dem Anführer der Squares, ineinander. Beide sind Waisen, wobei allerdings Allisons Eltern bei einem Flugzeugabsturz und Cry-Babys auf dem elektrischen Stuhl starben. Alison wohnt mit ihrer Großmutter, der Benimmlehrerin Mrs. Vernon-Williams, in einem eleganten Haus. Cry-Baby lebt mit seiner Großmutter Ramona, ihrem Lebensgefährten Belvedere sowie Pepper und ihren Kindern hingegen auf einem Schrottplatz.
Alisons Großmutter ist zunächst skeptisch, lässt ihre Tochter aber schließlich mit Cry-Baby ausgehen. Cry-Baby singt auf einer Party den neuen Rock ’n’ Roll und begeistert Allison damit, während sie von Baldwin bisher nur sanft und schmierig vorgetragene Doo-Wop-Lieder kannte. Der eifersüchtige Baldwin rächt sich, indem er und seine Bande Cry-Babys nagelneues Motorrad anzünden und eine Schlägerei anzetteln. Polizei und Justiz sehen fälschlicherweise aufgrund dessen Rufes Cry-Baby als den Drahtzieher der Massenschlägerei. Er wird verurteilt, als jugendlicher Straftäter bis zu seinem 21. Geburtstag in einer Jugendstrafanstalt zu arbeiten. Dort erfährt er überdies, dass Allison ihn für einen Betrüger hält, da ein anderes Mädchen namens Lenora Frigid vor der Presse behauptet, seine Freundin zu sein und ein Kind von ihm zu erwarten.
Die Drapes unternehmen eine Befreiungsaktion und landen mit einem Hubschrauber im Gefängnis, scheitern aber. Ein Fluchtversuch von Cry-Baby durch die Kanalisation endet vor den Füßen der Gefängniswärter im gefängniseigenen Frisiersalon. Cry-Baby droht seine Haarpracht zu verlieren, ihm wird ein Bürstenschnitt angedroht. Allison hat sich inzwischen, da sie sich von Cry-Baby betrogen fühlt, wieder den Squares zugewandt.
Bei einem Fest, auf dem Allison und Baldwin zusammen ein Lied vortragen, tauchen die Drapes auf und erklären ihr, dass Cry-Baby sie braucht. Allisons Großmutter, die Cry-Baby zunehmend sympathisch gesinnt ist, gibt ihrer Enkelin den Rat, den Mann zu wählen, der sie am meisten liebt. Allison fleht daraufhin musikalisch mit dem klagenden Song Please Mr. Jailer den zuständigen Richter an, Cry-Baby freizulassen, was der Allisons Großmutter sehr zugetane Richter dann auch kurz vor dem Zwangshaarschnitt tut.
Nach der Freilassung Cry-Babys kommt die Auseinandersetzung zwischen Drapes und Squares zu ihrem Höhepunkt. Cry-Baby und Baldwin unternehmen ein Autorennen, bei dem sie, auf dem Autodach liegend, aufeinander zurasen: wer zuerst ausweicht, ist ein „feiges Huhn“ (chicken, siehe Feiglingsspiel). Da Baldwin und seine Freunde der Meinung sind, Allisons Großmutter sei eine der ihren, zwingen sie sie, im Auto mitzufahren. In Cry-Babys Auto fährt seine hochschwangere Schwester mit, die während des Rennens ihr drittes Kind zur Welt bringt und den Heiratsantrag ihres Freundes Toc Joe annimmt. Das Rennen geht zu Cry-Babys Gunsten aus und er und Allison finden zueinander.

## Rezeption

### Kritiken
Roger Ebert schrieb in der Chicago Sun-Times vom 6. April 1990, er sei erst jetzt in der Lage, die 1950er Jahre anzuerkennen. Er schrieb weiterhin, es gehöre zur menschlichen Geschichte, sich nostalgisch nach der Boshaftigkeit der Jugendlichen der früheren Generation zu sehnen und sich gleichzeitig vor den zeitgenössischen Jugendlichen zu fürchten. Der Film erinnere daran.

„Ein grelles Pop-Musical, dessen Stilprinzip die Vergröberung ist, das daraus jedoch auch einen Großteil seiner unterhaltenden Momente erzielt. Kein Film für jeden Geschmack, doch junges Publikum kann dieser durchdachte Unfug durchaus unterhalten.“

### Einspielergebnis
Der Film spielte in den Kinos der Vereinigten Staaten ca. 8,3 Millionen US-Dollar ein.

## Hintergrund
James Intveld und Rachel Sweet liehen Johnny Depp bzw. Amy Locane ihre Stimmen für die Songs.
In der Szene, in der Mona "Killer-Face" Malnorowski und der schmalzgelockte Milton Hackett in das Gefängnis eindringen, sitzen gerade zahlreiche Häftlinge mit weißen 3D-Brillen in einem verdunkelten Saal und schauen sich den Horrorfilm Der Schrecken vom Amazonas des Regisseurs Jack Arnold von 1954 an.